# Joan Ramon Ferrer
Joan Ramon Ferrer (Barcelona, primer quart del segle xv - Sant Jeroni de la Vall d'Hebron, Horta, Barcelona, 18 de juny de 1490), fou un jurista i humanista català, i escriptor en llatí i en català.

## Biografia
De jove estudià a Ferrara (Itàlia) i posteriorment, l'any 1447, anà a estudiar dret a la Universitat de Bolonya, la més prestigiosa d'aquell temps, sota la protecció i empara de Pedro de Urrea, arquebisbe de Tarragona. Allí s'hi està fins al 1451, sortint-ne doctor en ambdós drets (dret civil i dret canònic).
De retorn a Barcelona, hi exercí com a advocat i jurisconsult, tot i que es negà a formar part de la nòmina d'advocats de la ciutat, segons resulta de la seva Renuntiatio matriculae iurisconsultorum.
Morí al monestrir de Sant Jeroni de la Vall d'Hebron, el 18 de juny de 1490, on s'havia refugiat fugint de la pesta que afectava Barcelona.
Entre les seves obres no jurídiques cal destacar un resum de les Elegantiae linguae latinae de Lorenzo Valla, que va titular Elegantiarum breuiarium, així com una important i extensa obra gramatical, que té per objecte els pronoms, titulada Tractatus de pronominibus suique natura, que escriví entre el 1475 i 1477.

## Principals obres
- De antiquitate legum (1448)
- Renuntiatio matriculae iurisconsultorum ciuitatis Barcinonae (c.1462)
- Consilia I (1462)
- Consilia II (1468)
- Elegantiarum breuiarum
- De pronominibus suique natura (1475) Disponible en línia (llatí) Arxivat 2007-09-27 a Wayback Machine.
- De infortunis -cum consolatione sua- (poemes en llatí)
- Maríada o De uita et laudibus Virginis Mariae (1461/1462) (poemes en llatí)
- Sirventesch (poema en català)
- Manament (poema en català)